# Quiteria
Santa Quiteria (del francés: Quitterie), en portugués: Quitéria fue una virgen y mártir del siglo II (Siglo V según otras tradiciones) de la que poco se conoce, más allá de su nombre y su culto. Ya aparecía en el Martirologio Hieronymianum y su nombre proviene de Kythere o Kuteria, que significa 'la roja'.

## Tradición y culto
La leyenda habla de Quiteria como una de las nueve hijas que de un solo parto tuvo Calsia, la esposa del entonces gobernador romano en Braga, Lucio Castelio Severo. En el año 122 Lucio Catelio Severo fue destinado a la provincia tarraconense y estando su esposa Calsia en avanzado estado de gestación, dio a luz en Braga, donde residían. Calsia fue atendida en el parto por una señora mayor, Sila, persona clave en la vida de estas santas.
Se dice que Calsia dio a luz a nueve hijas en el mismo parto, y que, pensando que era obra diábolica, no se lo comunicó a su esposo. Calsia encargó a Sila que ahogase a las niñas, pero Sila, que era cristina no ejecutó la orden.Quiteria y sus hermanas (Librada, Marina, Victoria, Germana, Eufemia, Marciana, Genibera y Basilia), fueron adoptadas en secreto por cristianos del lugar y educadas según su fe. Perseguidas y amenazadas, las jóvenes se vieron obligadas a huir a diferentes lugares, siendo finalmente todas ellas martirizadas.
Se cree que Quiteria viviría primero retirada en los montes, para luego recorrer gran parte de Hispania y llegar incluso al sur de la Galia, donde encontraría la muerte en Aire-sur-l'Adour al rechazar casarse con Germano, un rico y noble elegido por Lucio Castelio Severo.
Tradicionalmente se le han atribuido milagros de sanación relacionados con el mal de la rabia, creencia que la leyenda atribuye al hecho de que los perros siempre se calmarían en presencia de Quiteria. Está enterrada en la villa de Aire-sur-l'Adour, en la Èglise de Santhe Quitèrie, y es venerada en Fuente el Fresno (provincia de Ciudad Real) Marjaliza (Toledo), Burlada y Tudela (Navarra), Sant Feliu del Racó (Barcelona) y Lanuza (Huesca), Badules, Alhama de Aragón y  Cetina (Zaragoza) y La Nava de Santiago (Badajoz), Barrio de zamundi, alonsotegi, Bizkaia. 

## Iconografía

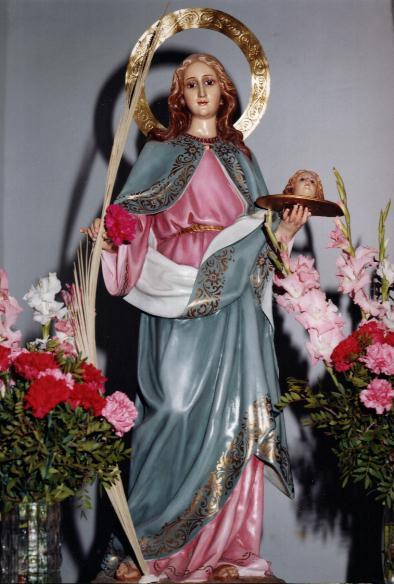
Santa Quiteria, patrona de Puebla del Salvador.

Está representada llevando su cabeza en las manos.
Su atributo en el siglo XV es un diablo en forma humana, sujeto con cadena al cuello. A partir del siglo siguiente es un perro rabioso con la lengua fuera de la boca. A veces es un perro o dos que, con la cabeza agachada, están en actitud sumisa. Un corte al cuello, las cadenas y la espada o cuchillo se refieren al martirio, simbolizado por la rama de palma que porta. Es posible que muestre también una azucena, símbolo de la virginidad, por conservarla al escapar de su casa cuando su padre quería casarla con el joven pagano llamado Germano.
Fue representada por Santiago Padros en la cúpula de la basílica del Valle de Cuelgamuros, dentro del grupo de mártires encabezado por San Pablo.

## Cartografía quiteria
En opinión de Louis Réau el centro principal de culto de Santa Quiteria es Gascuña, donde generalmente suele formar pareja con Santa Librada (Liberata). En Aire sur l'Adour, localidad que asegura conservar sus reliquias. Hay una capilla puesta bajo su advocación en la iglesia de Sainte Eulalie, en Burdeos. En Saint-Laurent-d'Arce (Gironda) en la capilla de Magrigne, se realiza una peregrinación en su memoria. también se la venera en Normandía en la diócesis de Ruan.
Louis Reau asegura que el culto de Santa Quiteria en España fue introducido por el obispo Bernardo de Agén, que convirtió a la santa en la patrona de su sede episcopal, la ciudad de Sigüenza.

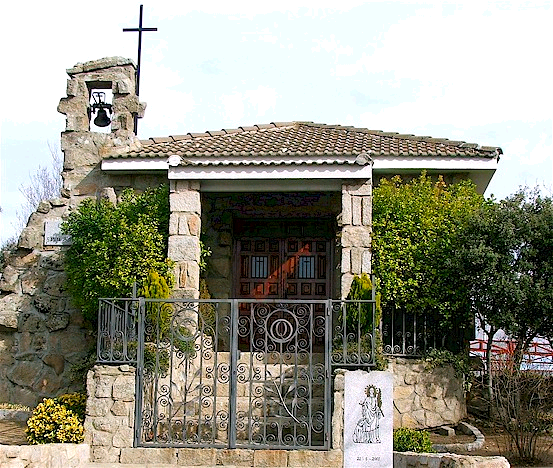
Ermita de Santa Quiteria en Alpedrete

Santa Quiteria recibe veneración en diversos lugares de la península ibérica:
| Provincias  | Pueblos |
| ----------- | --- |
| Albacete    | - Casas de Ves - Jorquera - Elche de la Sierra - Barrax - Higueruela - Mora de Santa Quiteria |
| Badajoz     | - La Nava de Santiago |
| Barcelona   | - Vilanova del Vallés |
| Castellón   | - Torás - Almazora |
| Cuenca      | - Puebla del Salvador - Huete - Rozalén del Monte - Fuentelespino de Moya - Tébar - Cabrejas - Olmeda de la Cuesta - Albalate de las Nogueras                                                                                                |
| Ciudad Real | - Puebla de Don Rodrigo - Los Pozuelos de Calatrava - Alcoba de los Montes - Fuente el Fresno - Manzanares - La Solana - Alcázar de San Juan                                                                                                 |
| Guadalajara | - Ablanque - Aguilar de Anguita - Bujalcayado - Peralveche |
| Huesca      | - Biscarrues - Lanuza - Tardienta - Sena - Agüero - Alquézar - Guaso |
| Jaén        | - Sorihuela del Guadalimar |
| Madrid      | - Alpedrete |
| Navarra     | - Bigüézal - Tudela |
| Soria       | - Somaén |
| Toledo      | - Marjaliza - Minas de Santa Quiteria |
| Tarragona   | - Bonastre |
| Valencia    | - Calles - Albalat dels Sorells |
| Zaragoza    | - Alhama de Aragón - Badules - Embid de Ariza - Cetina - Bubierca - Fuentes de Jiloca - La Almolda - Lacorvilla - Paniza - Salillas de Jalón - Santa Eulalia de Gállego - Sibirana - Tardienta - Vistabella de Huerva - Villarroya del Campo |
| Teruel      | - Argente - Castelvispal - Cubla - Celadas - Cascante del Río - Hoya de la Carrasca (Arcos de las Salinas) - Huesa del Común - Samper de Calanda - Torrevelilla - Cedrillas                                                                  |
| Almería     | - María |